# Thelairodoria thrix
Thelairodoria thrix là một loài ruồi trong họ Tachinidae.